# Jesper Jansson
Pour les articles homonymes, voir Jansson.
Jesper Jansson, né le 8 janvier 1971 à Växjö en Suède, est un footballeur international suédois qui évolue au poste de milieu défensif.

## Biographie

### En club
Né à Växjö en Suède, Jesper Jansson est formé par l'Östers IF, club avec lequel il fait ses débuts en professionnel et découvre l'Allsvenskan, l'élite du football suédois. Après plusieurs saisons à Östers il rejoint l'AIK Solna, dont il devient le capitaine. En 1996 il rejoint le plus grand rival de l'AIK, le Djurgårdens IF. Ce transfert suscite des réactions négatives de la part d'une partie des supporters de l'AIK, dont un groupe de hooligans qui va jusqu'à lui envoyer des menaces de mort.
Il joue ensuite pour le Stabæk Fotball en Norvège, puis au KRC Genk.
Après quatre saisons passées au Helsingborgs IF, Jesper Jansson quitte le club pour retourner au Stabæk Fotball le 16 mars 2005.
En octobre 2006, Jesper Jansson met un terme à sa carrière professionnelle, à l'âge de 35 ans. Le joueur prend cette décision notamment en raison de problèmes à la hanche qui l'empêche de continuer.

### En sélection
Jesper Jansson honore sa première et unique sélection avec l'équipe nationale de Suède le 20 février 1994, lors d'un match contre les États-Unis. Il est titularisé et son équipe s'impose par trois buts à un

### Reconversion
Après sa carrière de joueur, Jesper Jansson devient le directeur sportif du Helsingborgs IF, pendant sept ans, avant d'être nommé responsable du recrutement du FC Copenhague le 1er mai 2015.
Le 28 avril 2017 il est nommé directeur sportif du Hammarby IF.
Le 14 juin 2023, Jansson quitte son poste de directeur sportif du Hammarby IF pour rejoindre Chypre et le club de l'Omónia Nicosie où il est destiné à occuper les mêmes fonctions.